# Photo-guide naturaliste sous-marin de Hurghada

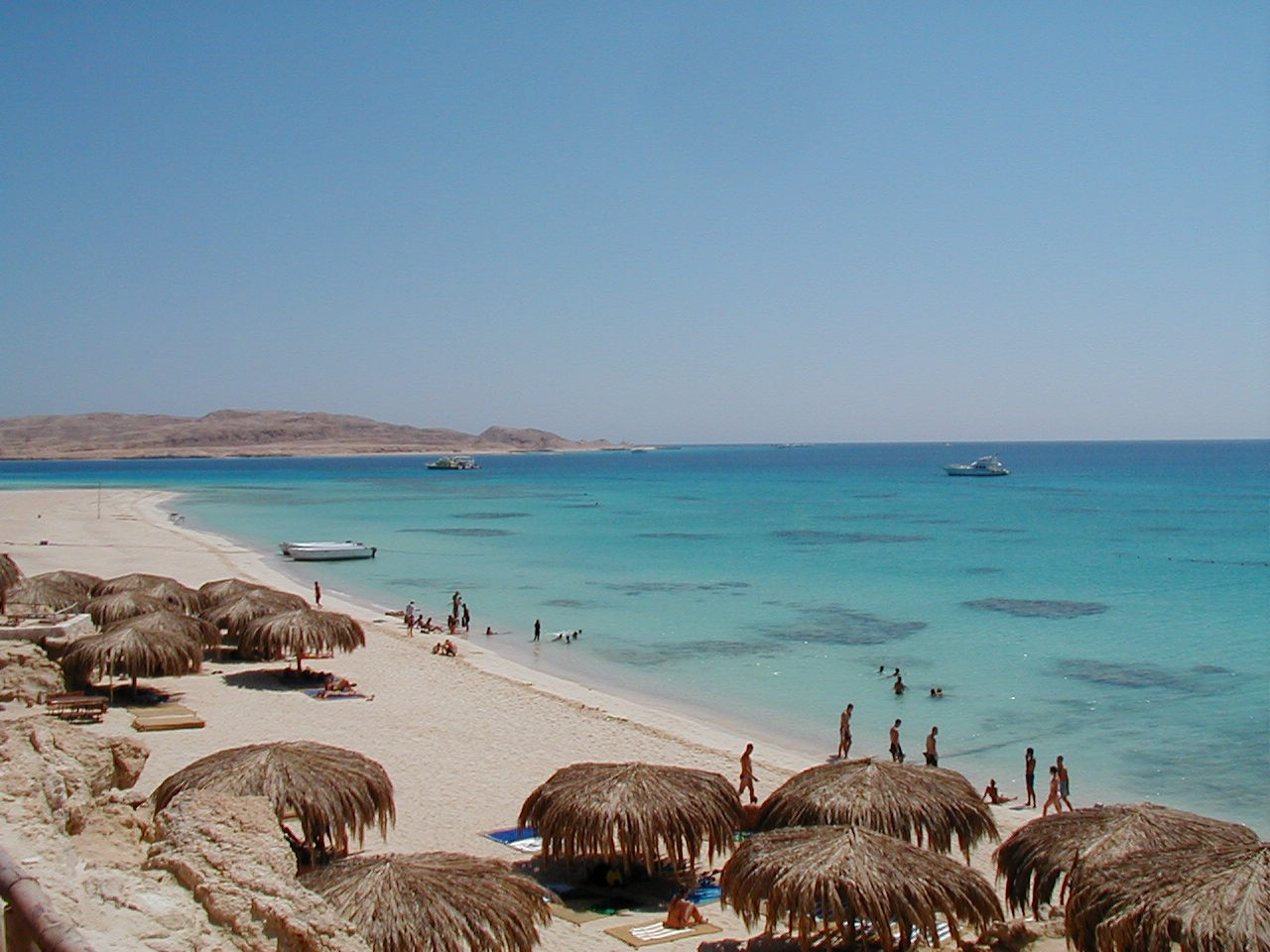
Panorama sur Al-Mahmya, Hurghada.

- Retour vers Liste des photo-guides naturalistes

## Guide photos

### Vue générale
La mer Rouge est extrêmement riche en biodiversité, ceci est favorisé par sa géolocalisation ainsi que par les conditions géophysiques de sa structure.

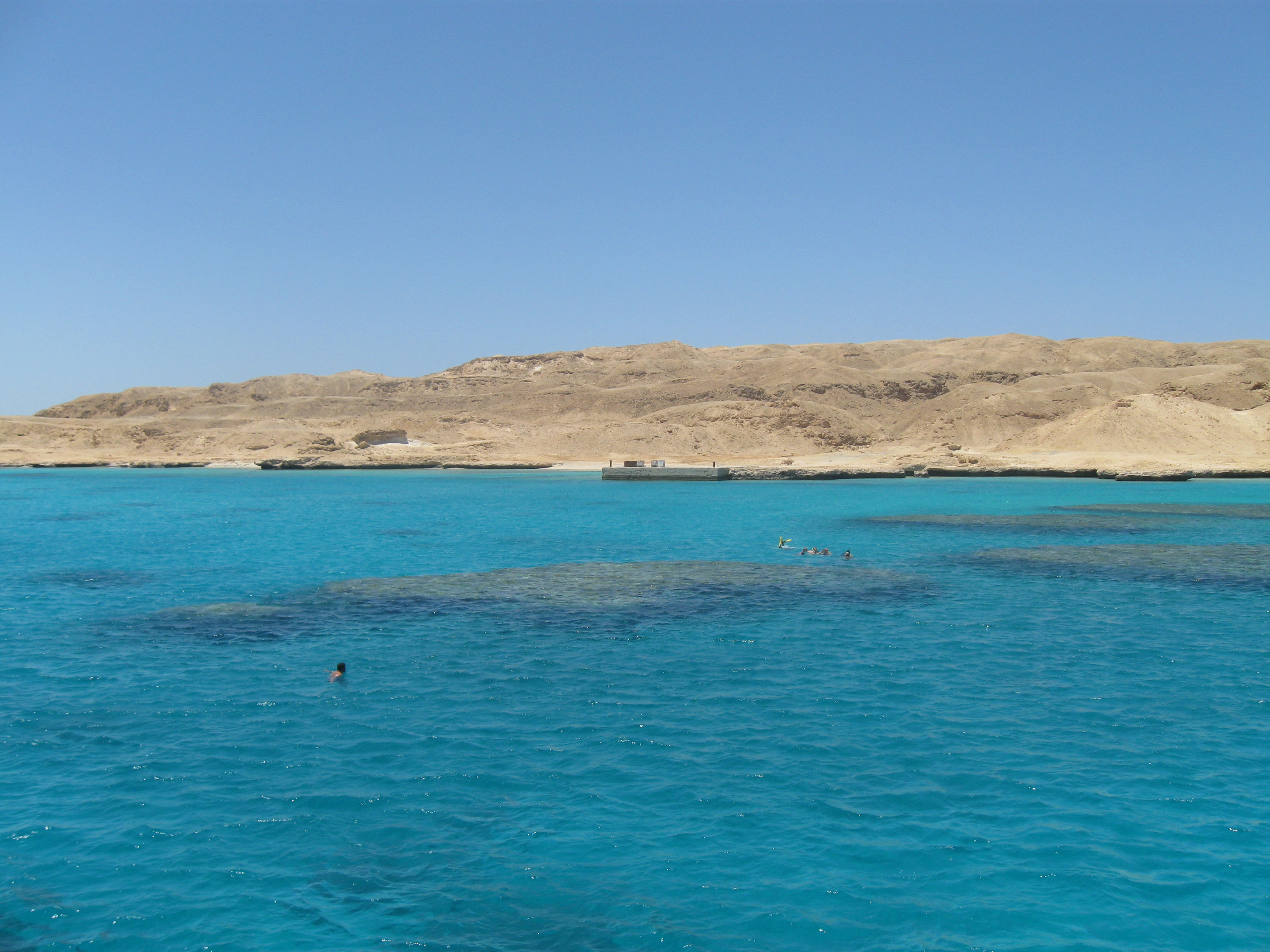
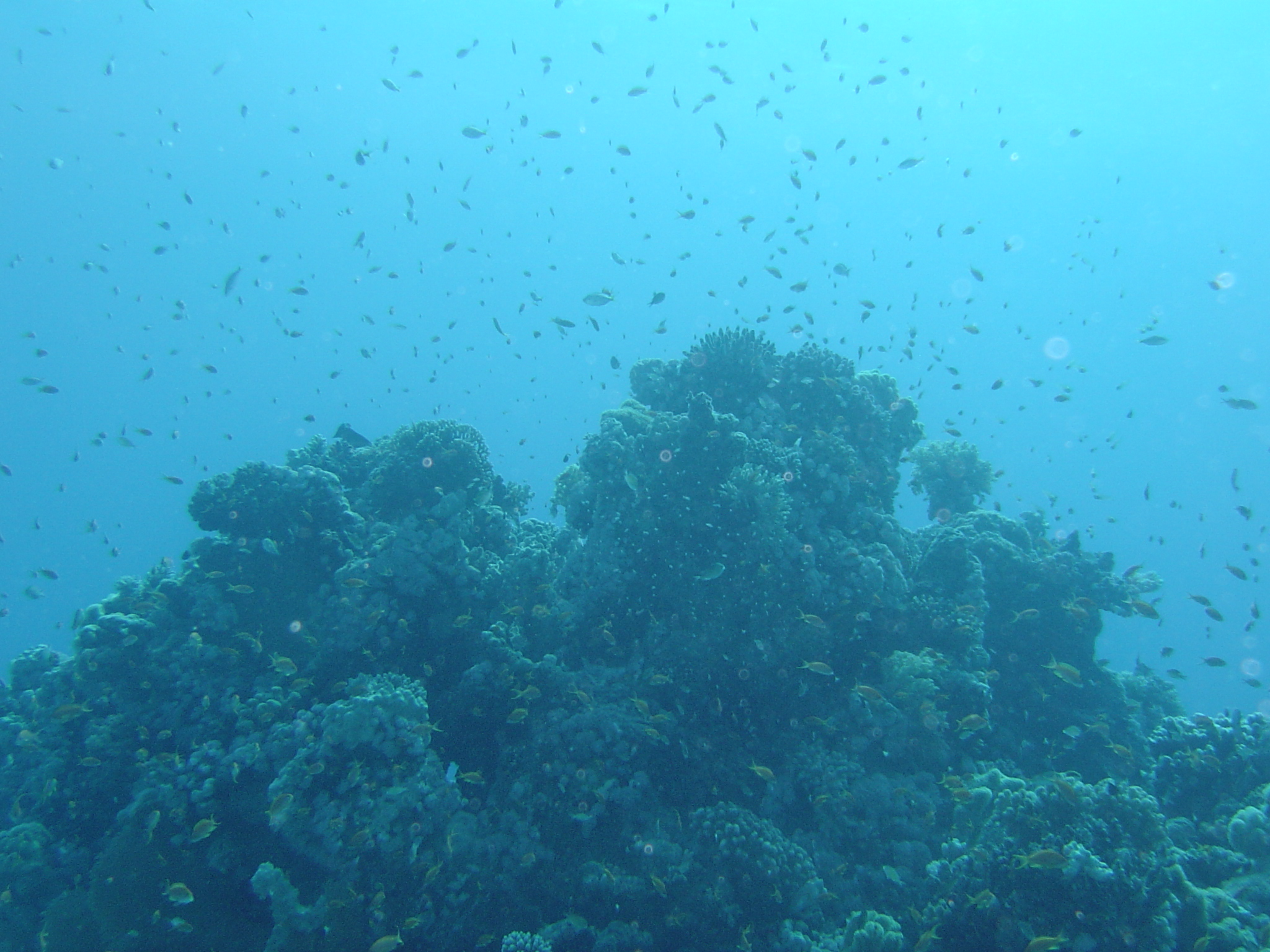
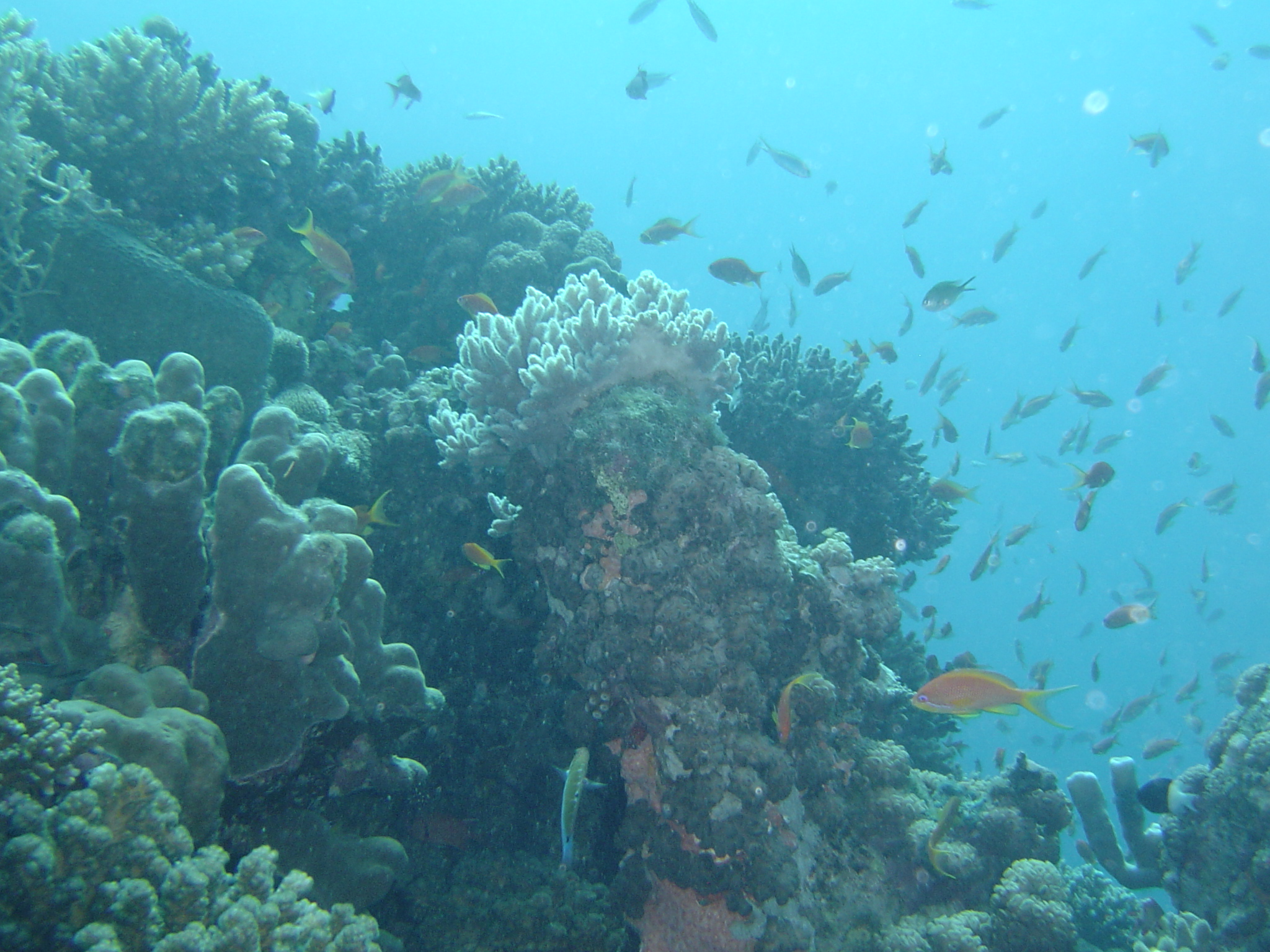
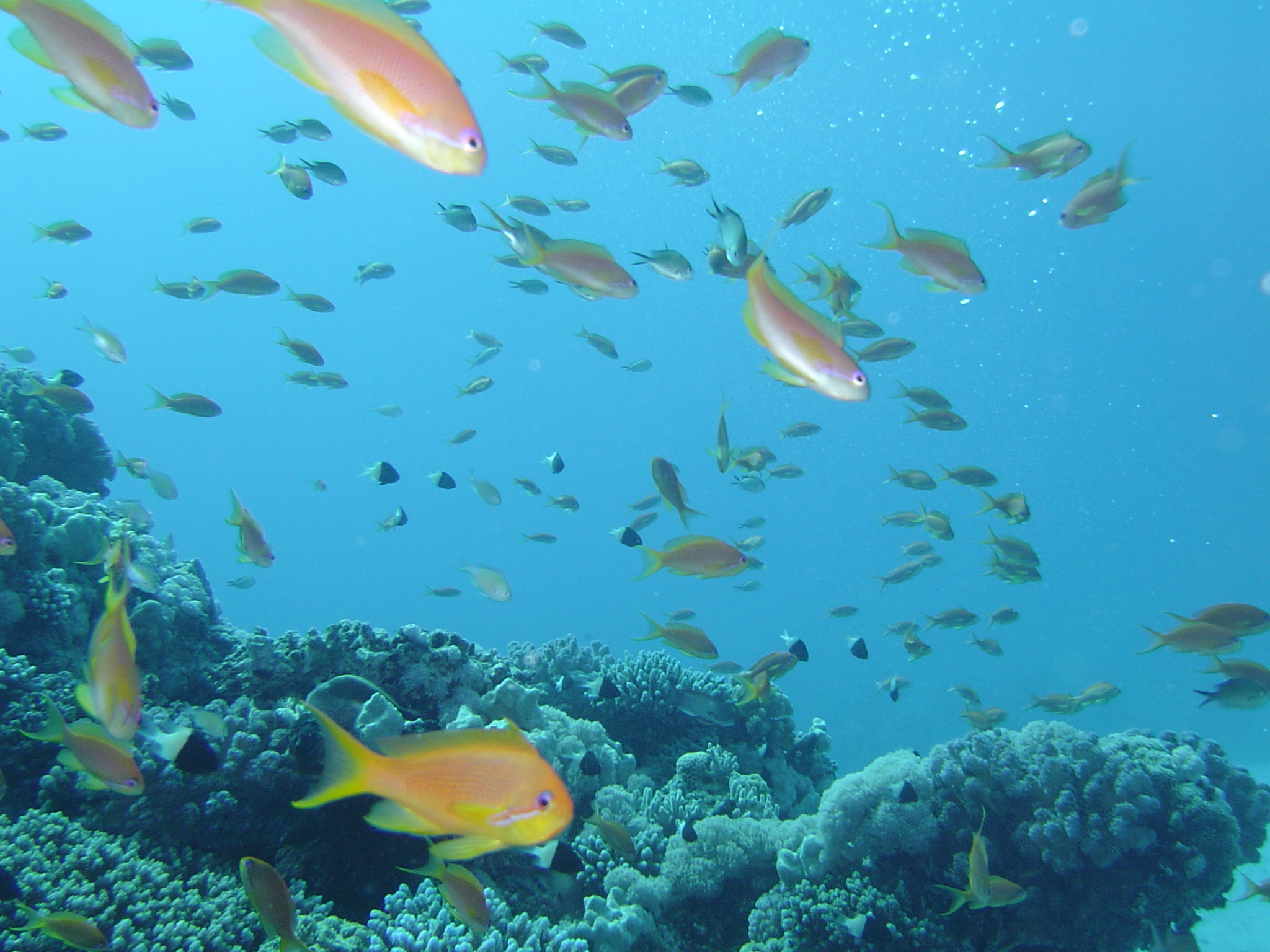
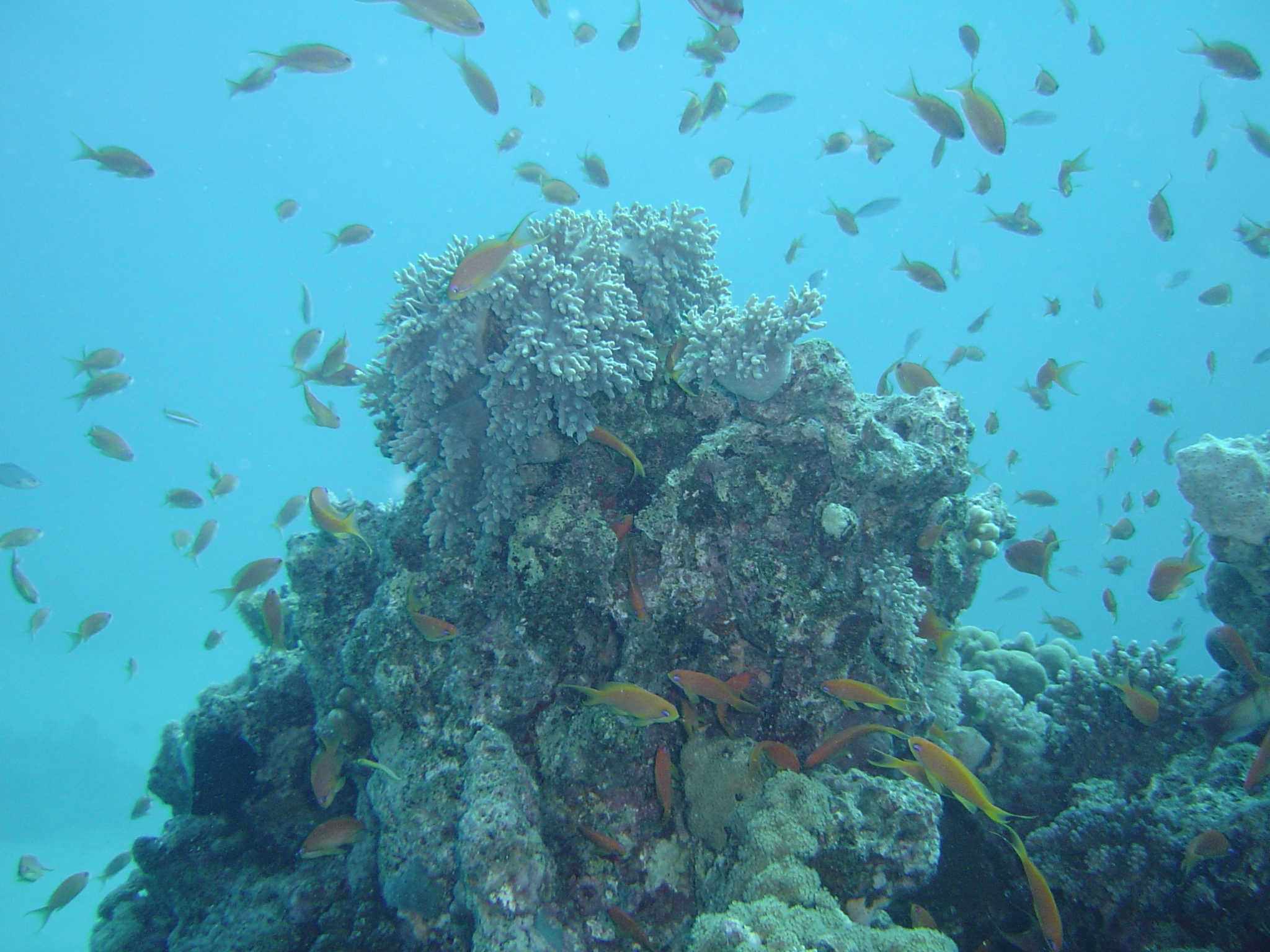

### Poissons

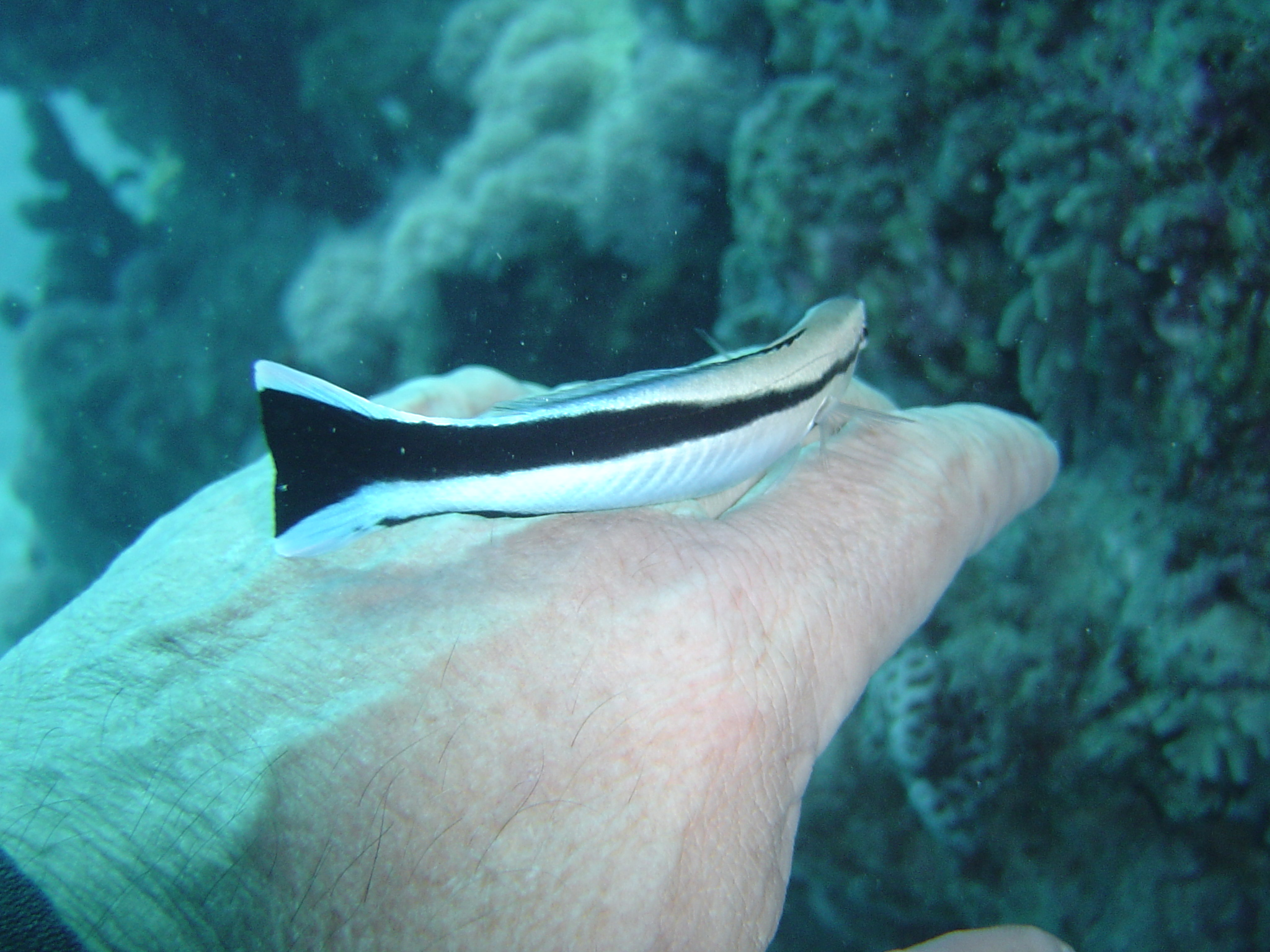
Labroides dimidiatus (Poisson nettoyeur) s'affairant à nettoyer une petite blessure de son photographe...
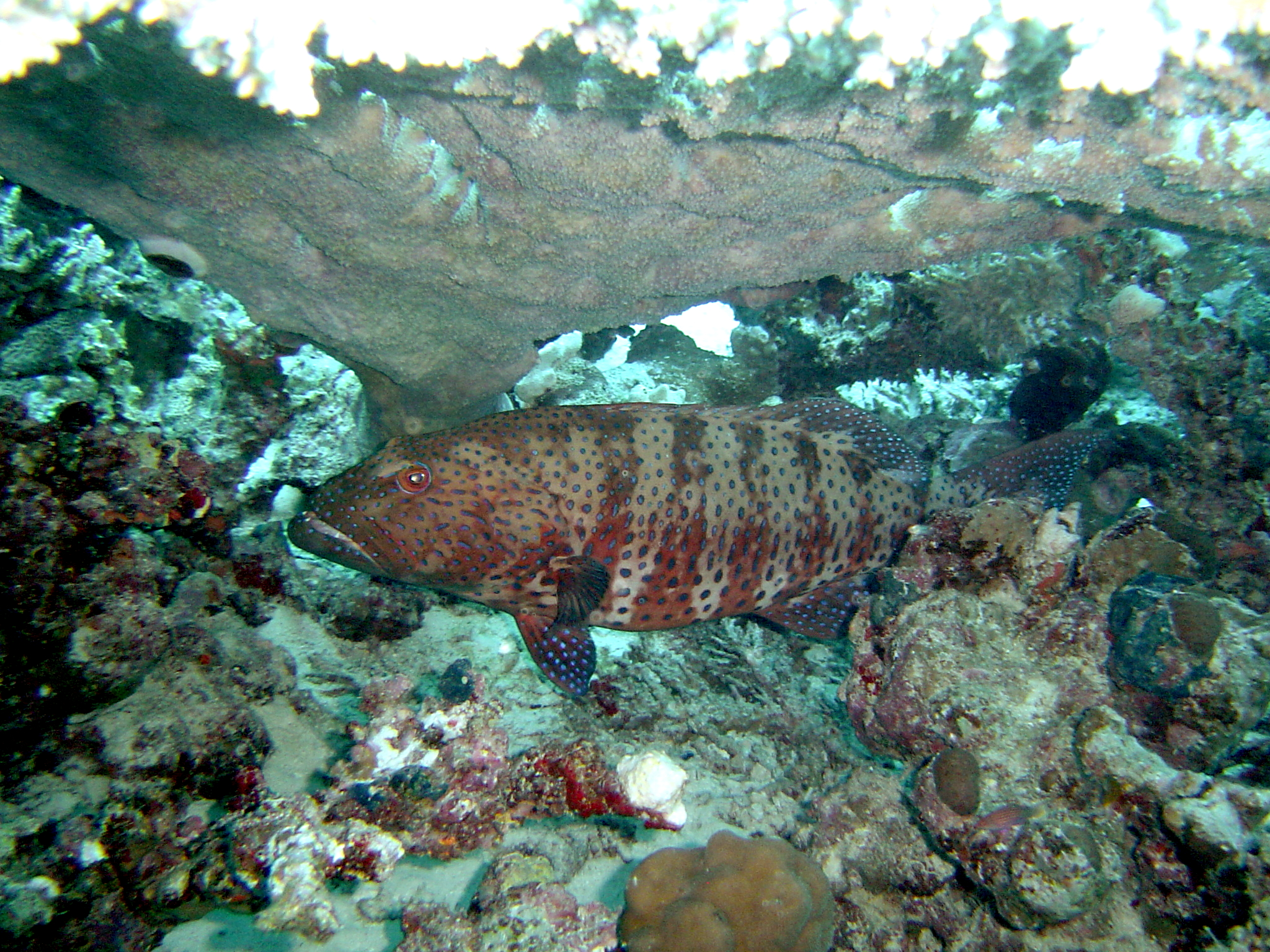
Plectropomus pessuliferus (Mérou) se reposant sous le corail.
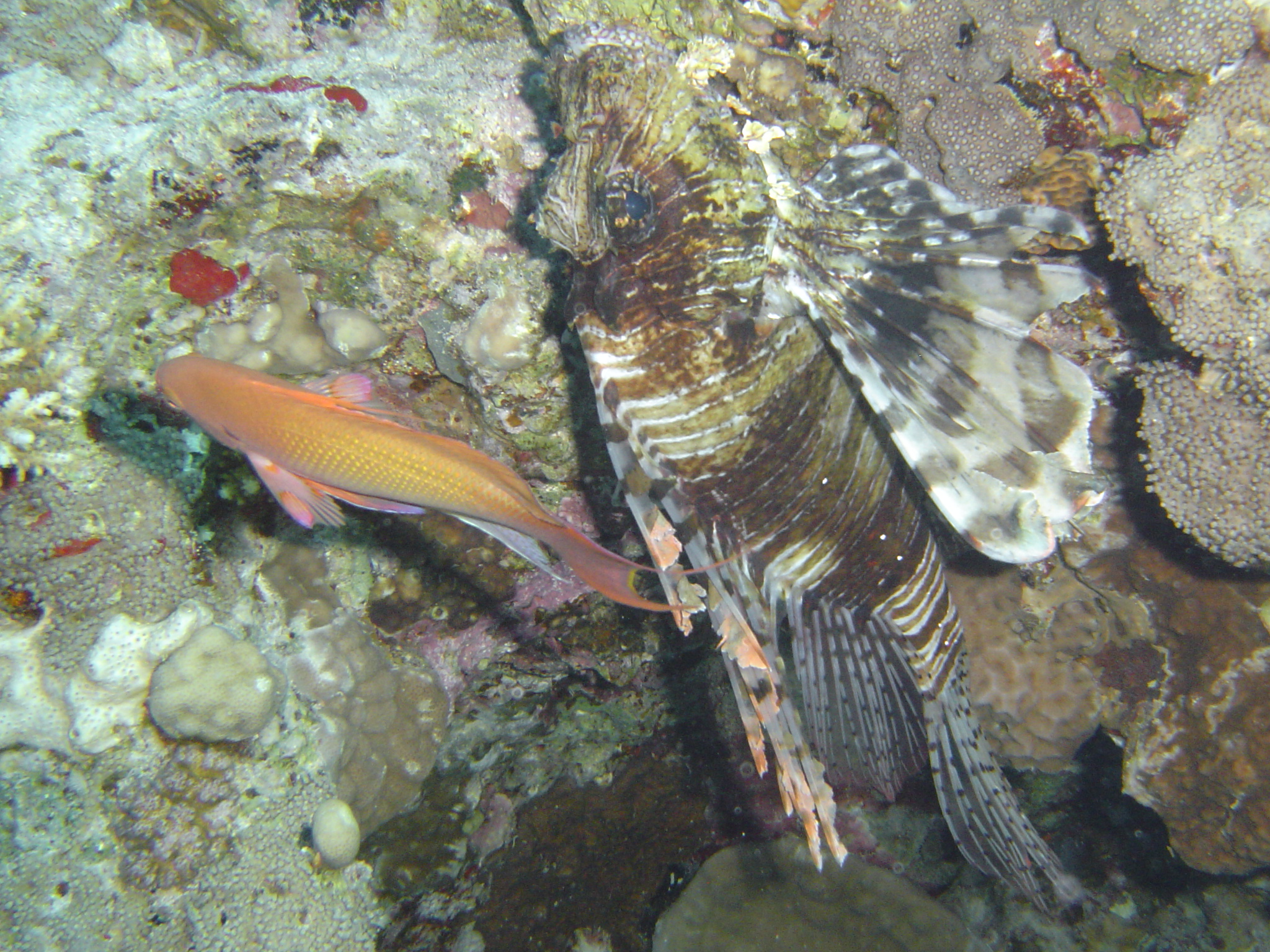
Pterois volitans (rascasse volante) & Pseudanthias squamipinnis mâle (Poisson barbier).
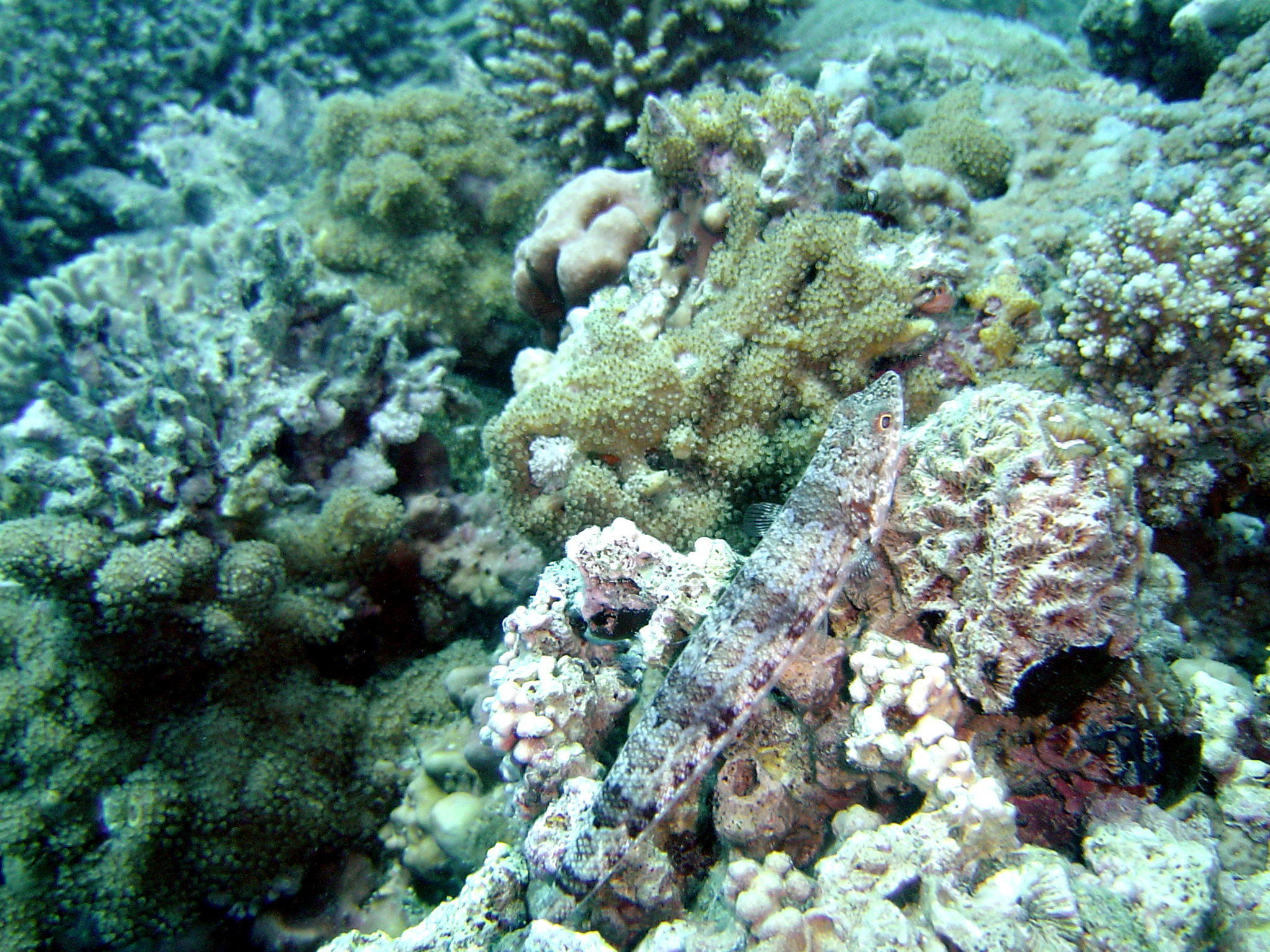
Synodus variegatus (Poisson lézard).

### Échinodermes

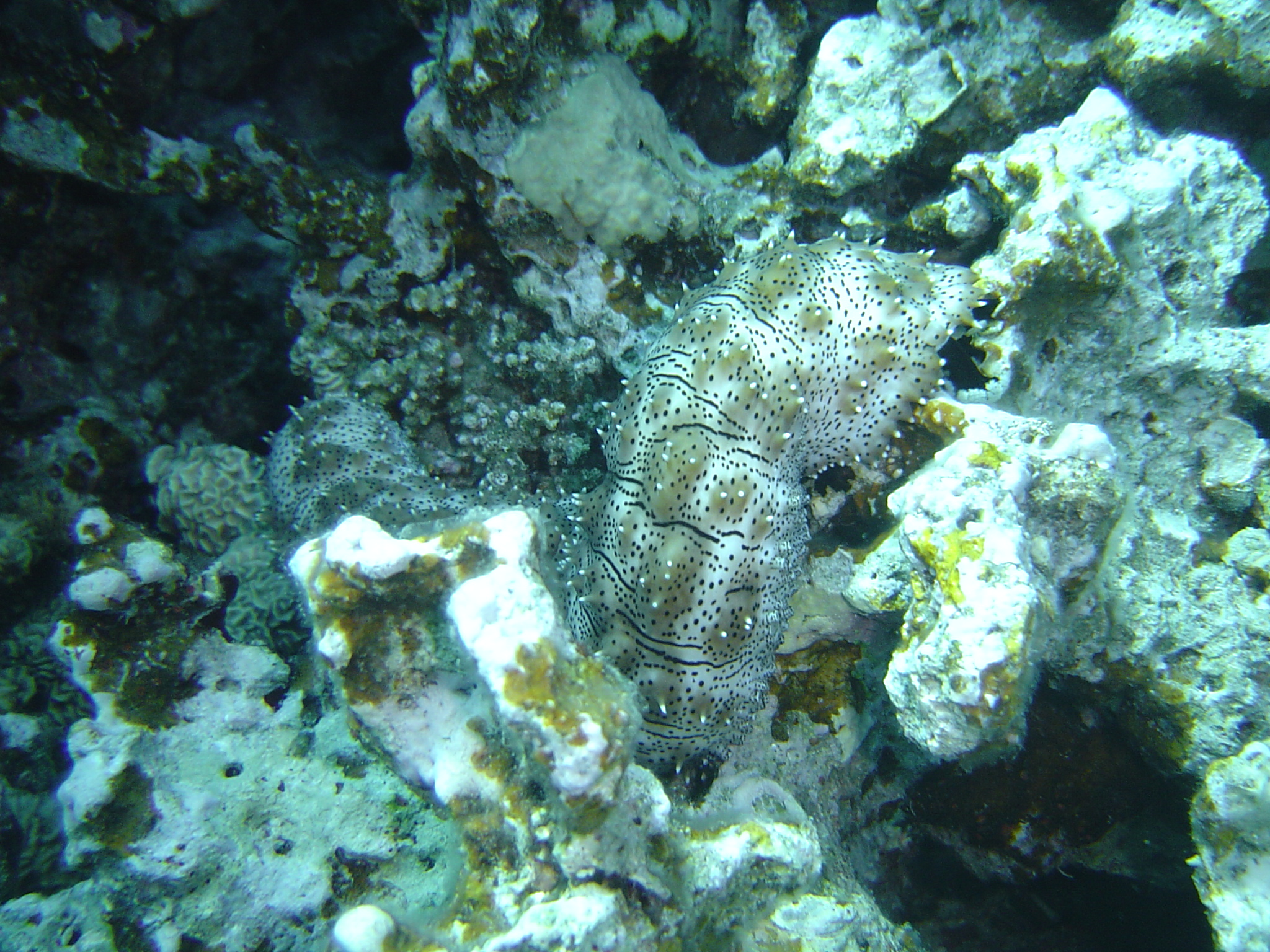
Pearsonothuria graeffei.

### Bivalves

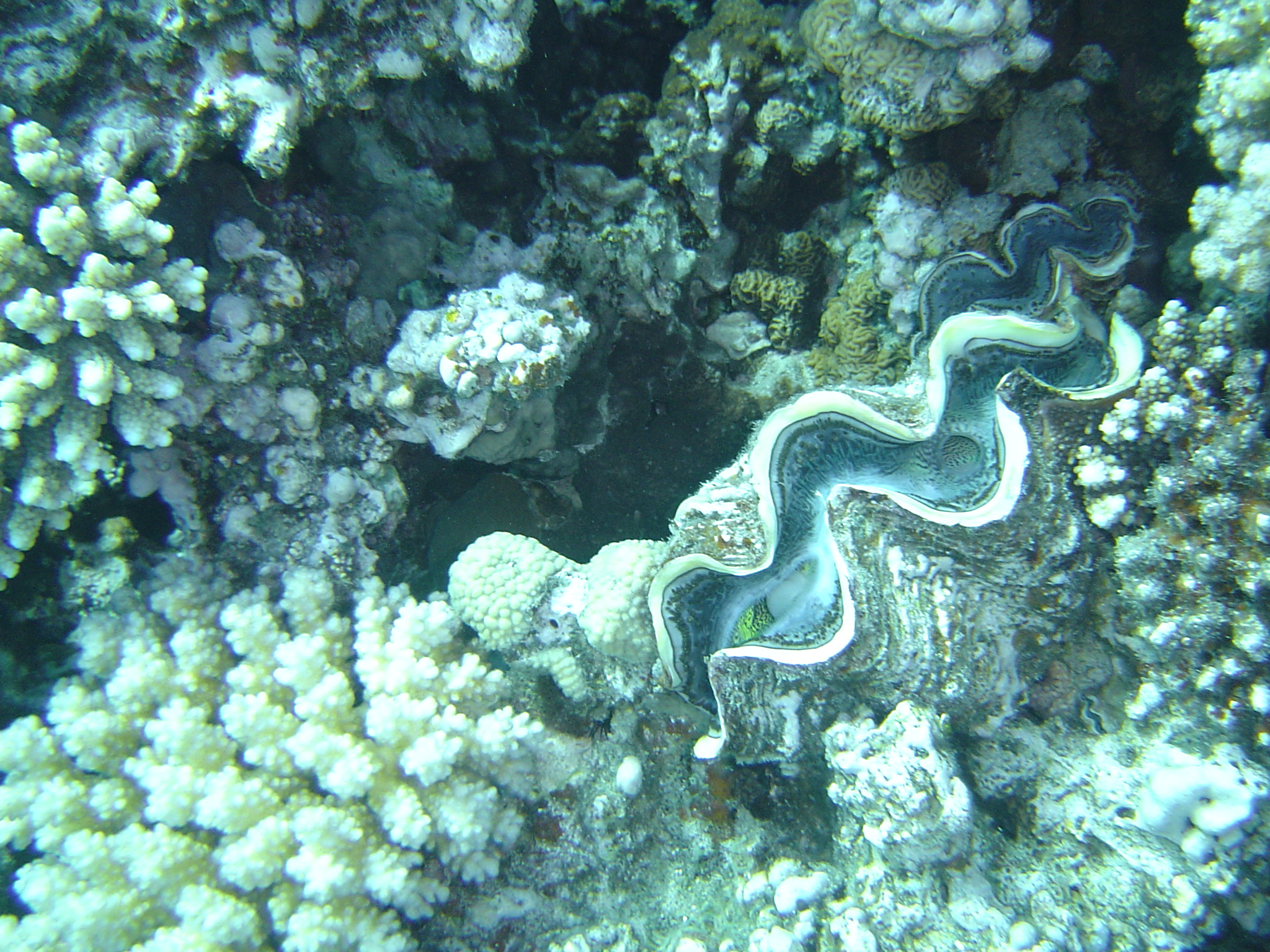
Tridacna (Bénitier) indéterminé.

### Crustacés

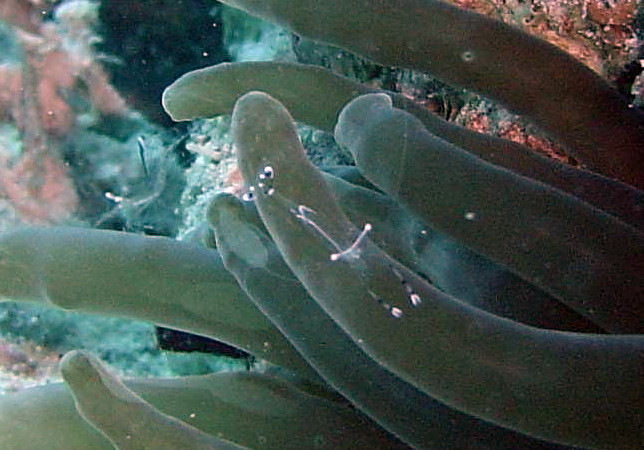
Periclimenes longicarpus, crevette dans son anémone.

#### Sites de référence en identification d'espèces marines
- « FishBase », sur FishBase.MNHN.fr, site co-géré par le MNHN.
- « Données d'observations pour la reconnaissance et l'identification de la faune et de la flore subaquatiques », sur DORIS, site partenaire du MNHN géré par la CNEBS de la FFESSM.
- « Sous Les Mers », sur souslesmers.fr, administré par François Cornu.
- (en) « Marine Species Identification Portal », sur species-identification.org.
- « Nudibranches et planaires du sud-ouest de l’océan Indien », sur SeaSlugs.free.fr, administré par Philibert Bidgrain.

#### Bases de données taxinomiques
- (en) « World Register of Marine Species », sur World Register of Marine Species.
- (en) « Catalog of Fishes »(Archive.org • Wikiwix • Archive.is • Google • Que faire ?), sur research.calacademy.org.
- (en) « Système d'information taxonomique intégré », sur ITIS.
- (en) « Sea Life Base », sur Sealifebase.org.